# 科瓦爾奇克山
77°56′S 163°47′E / 77.933°S 163.783°E
科瓦爾奇克山（英語：Mount Kowalczyk）是南極洲的山峰，座標77°56′S 163°47′E，位於維多利亞地的斯科特海岸，處於霍布斯冰川源頭，海拔高度1,690米（5,540英尺），由羅伯特·斯科特率領的英國探險隊繪入地圖。